# Střední průmyslová škola stavební Brno
Střední průmyslová škola stavební Brno, příspěvková organizace je veřejná střední škola v Brně, jejímž zřizovatelem je Jihomoravský kraj. Poskytuje vzdělání zakončené maturitní zkouškou v oborech stavebnictví a geodézie a katastr nemovitostí. Škola aktivně spolupracuje s vysokými školami, středními školami obdobného zaměření i se stavebními a geodetickými firmami. Škola byla založena v roce 1885, její budova je od roku 2021 kulturní památkou.

## Historie
Počátky střední průmyslové školy stavební sahají do roku 1885. Vídeňské ministerstvo kultury a vzdělání v roce 1885 povolilo zřídit české třídy při německé průmyslové škole, založené v Brně roku 1874. Brněnská průmyslová škola byla od počátku rozdělena na obor stavitelský a strojnický. V roce 1921 se stavební průmyslová škola osamostatnila a v průběhu let několikrát změnila název. Nyní je oficiálním názvem školy Střední průmyslová škola stavební Brno, příspěvková organizace.
V 19. století vzdělávala stavbyvedoucí, kresliče, mistry. Prvních absolventů bylo v roce 1889 pouze deset. Škola se rychle rozvíjela a již v roce 1901 se stala ministerským výnosem vyšší průmyslovou školou, která byla do té doby jen v Praze. Od tohoto roku zde probíhá čtyřleté studium zakončené maturitní zkouškou. Škola několikrát měnila své místo. Výuka probíhala např. v Sokolské ulici, Grohově, Gorkého nebo Kotlářské. Po druhé světové válce se přestěhovala do budovy na dnešní Kudelově ulici 8, postavené v roce 1901. Od školního roku 1945/1946 se zde začalo pravidelně vyučovat. Stavba stojí v čele náměstí 28. října. Objekt se do náměstí obrací dlouhým průčelím, koncipovaným ve stylu neorenesance. Štukovou výzdobu navrhl brněnský sochař Heinrich Leger.

## Studijní obory
- Stavebnictví (36-47-M/01) se zaměřením:
  - Pozemní stavby
  - Rekonstrukce staveb a architektura
  - Inženýrské stavby – vodohospodářské stavby
  - Inženýrské stavby – dopravní stavby
- Geodézie a katastr nemovitostí (36-46-M/01)[5]

## Významní absolventi
Architekti
- Adolf Loos (1870 – 1933)
- Josef Hoffmann (1870 – 1956)
- Ernst Wiesner (1890 – 1971)
- Bohuslav Fuchs (1895 – 1972)
- Viktor Rudiš (*1927)
- Ondřej Chybík (*1985)

Sportovci

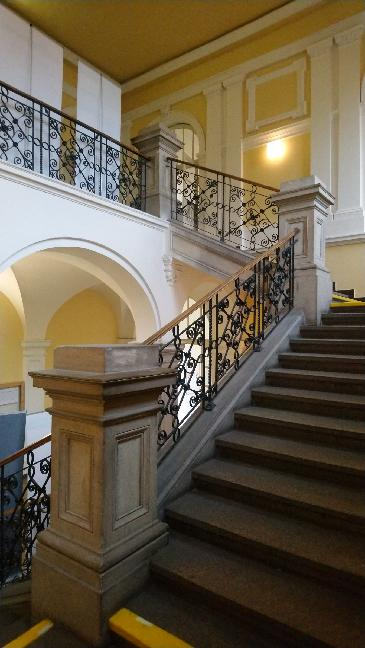
SPŠ stavební interiér školy

- SPŠ stavební interiér školyTomáš Bábek (*1987, dráhový cyklista, účastník XXIX. letních olympijských her, mistrovství ČR a Evropy)
- Jakub Halouzka (*1997, účastník mistrovství Evropy v jachtingu, několikrát 1. místo na mistrovství ČR)